# Тук-тук-тук (игра)
«Тук-тук-тук» — компьютерная игра в жанре survival horror, разработанная российской студией Ice-Pick Lodge на движке Unity. Выпуск состоялся 4 октября 2013 года. Имеет мобильную версию для iOS и Android, имеющую ряд заметных отличий от компьютерной версии, в их числе изменённая цветокоррекция, отсутствие возможности выбора языка и значительно возросшая сложность.
Основным отличием от большинства игр-ужасов является то, что эффект страха достигается обстановкой: звуками, странными текстами, саспенсом. Вид сбоку, псевдотрёхмерный (можно видеть тени от персонажа и объём стен). Главный герой — Жилец дома. По ходу игры главный герой рассказывает многое о доме и о себе.

## Игровой процесс
Цель игры заключается в том, что нужно помочь протагонисту продержаться в доме до рассвета. Этого можно добиться, обходя все комнаты дома и включая в них свет, закручивая лампочки на потолке. Только включив свет в комнате, вы сможете видеть и, следовательно, взаимодействовать с предметами в ней. Это могут быть часы, позволяющие «ускорить» время, места, в которых можно спрятаться в случае опасности или просто элементы интерьера. С другой стороны, чем больше комнат будет освещено, тем быстрее появятся так называемые «Разломы», а из них и противники — «Гости». Они делятся на обычных (появляющихся из «Разломов» и охотящихся за игроком) и тех, которые появляются случайно в любой момент игры в любой неосвещённой комнате и представляют собой своеобразную «мину-ловушку», срабатывающую, если игрок через них проходит или включает свет в комнате с ними. Также в игре есть «Гость» в виде перекати-поля, который является гибридом двух вышеперечисленных. Он появляется вне зависимости от освещения и «Разломов», но может двигаться и в комнате с ним можно безнаказанно включать свет, который, однако, не помешает ему нанести урон. Если же включить свет в комнате с обычным «Гостем», тот станет невидимым и по-прежнему будет способен нанести урон игроку.
При появлении в доме «Гостей» их следует как можно дольше избегать. В этом игроку могут помочь лестницы, на которых основная часть «Гостей» неспособна нанести ему урон, и места для пряток. Также от «Гостей» можно избавляться посредством закрытия «Разломов», для чего в комнате с ними надо включить свет. «Разлом» и вышедшие из него «Гости» исчезнут, а у игрока спишется два часа времени. Также в «Разломы» можно заходить, попадая в так называемые «Бесконечные коридоры» (они же «Бездна»), из которых можно выбраться только с перепрохождением уровня. В коридорах, посредством открывания дверей можно найти один из восьми «Фрагментов реальности», которые влияют на концовку.
Также освещение — индикатор, который сам по себе может сигнализировать о появлении в комнате «Гостя» — оно выключается при его появлении. В геймплей вносит свои коррективы физическое здоровье героя — слабая память и зрение. Последнее вынуждает его ждать некоторое время после включения каждой лампочки для того, чтобы разглядеть предметы в комнате.
Время в игре условно — оно может остановиться, пойти вперёд или отброситься назад в зависимости от действий игрока. Например, во время того, как игрок прячется, время медленно идёт назад, также его отматывает получаемый урон от «Гостей». На мобильной версии также время останавливается, если Жилец находится на лестнице.
В игре присутствуют записки, проливающие свет на происходящие в мире игры события. Значительная их часть находится путём включения света в комнатах и не играет геймплейной роли, другая часть выдаётся по завершении уровня и служит «инструкцией» к игре, остальные же получаются с помощью уникальных «Гостей» — Двойника (появляется начиная с девятого уровня) и Плачущей (с двенадцатого).
В доме и вокруг него обитает нечто, вызывающее у Жильца ужас и заставляющее игрока искать пути к отступлению путём подбора различных тактик прохождения уровней. Уровни делятся на два типа.
- Уровни, отмеченные на карте значком «Дом», относительно спокойны до определённого момента. Суть прохождения сводится к следующему: герой просыпается посреди ночи и должен запустить «застывшее» время с помощью часов (которые в доме одни и показываются игроку в начале уровня), попутно совершая обход. После этого ему станет доступен выход в лес, где обитает маленькая девочка-монстрик (единственный союзный персонаж в игре), роль которой в игровой истории раскрывается по мере прохождения. Если её найти и подойти к ней с высокой долей вероятно игрок также получит «Фрагмент реальности». В лесу игроку надо отыскать дом Жильца и зайти в него, после чего уровень закончится.
- Уровни, отмеченные значком «Глаз», полны опасных и не очень «Гостей» из леса. Задача игрока — помочь герою приблизить рассвет, используя разбросанные по дому часы и взаимодействуя с «Гостями». Именно здесь герою необходимо использовать укрытия и лестницы, а также искать Часы.

Начиная с одиннадцатого уровня, то есть со второй половины игры, игровой процесс значительно усложняется и ускоряется. Появляются новые противники, их общее количество возрастает. «Бесконечные коридоры» и «Лес» становятся небезопасны. В них Жилец начинает перманентно терять рассудок, а их самих начинают в огромном количестве населять «Гости». Появляется также один из так называемых «главных гостей»: девочка из леса (она же «Добрая Бука»), которая, может встречаться в игре и до этого момента (только если в лесу она была чуть пониже Жильца, теперь она будет втрое выше его дома. Впрочем, это не помешает ей встречаться и после одиннадцатого уровня в лесу будучи маленькой), либо же Монстр (по аналогии «Злой Бука»). В зависимости от того, кто из них придёт к игроку зависит концовка игры. Также игрока начинает ограничивать таймер, уменьшающийся в реальном времени (перепрохождение уровня не возвращает потерянное время), по истечении которого игра заканчивается плохой концовкой.
В игре нет точного количества уровней, оно может варьироваться от 17 до 24. На компьютерной версии это зависит от того, насколько быстро игрок проходит уровни во второй части игры — чем быстрее, тем меньше уровней. На мобильной версии количество уровней всегда случайно.

## Сюжет
Сюжет игры полон неясных моментов и допускает множество различных трактовок. Посреди заповедного леса стоит некий Дом. Уже трём (или более) поколениям Жильцов он служит лабораторией, наблюдательной станцией и жильём. Последний Жилец, как и его предки, работает мирологом и, по совместительству, лесником. Его работа заключается в том, чтобы исследовать мир и записывать свои наблюдения. С недавних пор Жилец замечает, что вокруг него происходят какие-то изменения в привычной обстановке: слышится шум и скрежет, пропадают вещи. А по ночам его дом наполняется «Гостями» — жуткими и странными существами. Житель думает, что это всего лишь галлюцинации, вызванные недосыпом или некой болезнью (какой именно герой не говорит, лишь упоминает сомнамбулизм), однако позднее начинает в этом сомневаться, особенно когда об их присутствии начинают сигналить некие «очень старые приборы» (галлюцинации в игре действительно присутствуют, но только в роли «пасхалок»). Позже герой теряет свой дневник, куда записаны все его наблюдения, и решает его отыскать, и вскоре действительно начинает находить вырванные страницы из дневника, но утверждает, что это писал не он, более того, кто-то явно старался подделать его почерк. В течение игры Жилец рассказывает, что когда-то он был рад гостям и даже готовил ужин для путников, а также говорит, что больше всего на свете боится невидимок.
Позже, если игрок внимательно исследует локации, ему открывается самая разная информация о событиях мира игры, от неких комиссий по изъятию детей и гражданской войны (о чём пишется в записках из тайника под дверью) и до того, что «„Гости“ настоящие, но не такие… Они такие потому что ты в дрёме…» (адресованная Жильцу записка). Также часть этой информации содержится в пугающих голосах на заднем плане, которые могут как банально предупреждать игрока о приближении противника, так и действительно рассказывать ему о происходящих в игре событиях.

### Концовки
- Game over — чтобы получить эту концовку, нужно чтобы белая полоса нервов иссякла или чёрные полосы нервов заполнили экран. Не дождавшись рассвета, Жилец теряет рассудок.
- Отшельник — для получения этой концовки нужно дожить до рассвета. Жилец решает остаться наедине со своими страхами и запирается дома. Сигналом об этой концовке служит появление Монстра на одиннадцатом уровне.
- Не ходи кругами (1) — для получения нужно не только дождаться рассвета, но и внимательно исследовать локации, чтобы отыскивать и осмотреть фрагменты реальности (шесть и более). Жилец покидает дом и уходит в лес. Дом Жильца зарастает ветками. Сигналом об этой концовке служит появление Доброй Буки на одиннадцатом уровне. Эта концовка отсутствует в мобильной версии и при выполнении её условий выдаётся финал «Не ходи кругами (2)».
- Не ходи кругами (2) — для получения нужно не только дождаться рассвета, но и внимательно исследовать локации, чтобы отыскивать и смотреть «фрагменты реальности» (шесть и более), а также найти более трёх записок (даже если они будут повторяться). Жилец покидает дом и уходит в лес. Дом Жильца зарастает цветами. Сигналом об этой концовке служит появление Доброй Буки на одиннадцатом уровне.

Примечание:
1. Даже если к игроку уже пришёл Монстр, первый всё ещё может найти нужное количество фрагментов реальности и заменить его на Девочку, сталкиваясь при этом со значительно возросшим уровнем опасности и пытаясь уложиться в таймер. В этом случае с игре появится новая фраза: «Раньше у мира было совсем другое лицо.».
2. В зависимости от того, на какую концовку идёт игрок, в игре с неким шансом могут появляться новые фразы и детали интерьера (например, изображение монстра на сушащейся простыне, если игрок идёт на концовку «Отшельник»).
3. В мобильной версии при истечении таймера игроку даётся так называемое «штрафное время» в размере до трёх минут. Если за это время игрок успел добраться до концовки, то ему со случайным шансом может выпасть как плохая концовка, так и та, на которую шёл игрок. Также иногда могут появиться сразу две концовки, идущих одна за другой. В этом случае игроку вне зависимости от последовательности концовок, игроку засчитывается плохая.

## Разработка
Разработка, как утверждают создатели, началась с того, что в конце 2011 года им пришло странное письмо от незнакомца. Предлагалось создать игру по материалам этого письма, но, как говорят разработчики Ice-Pick Lodge, им приходит множество подобных писем, но очень редко в них предлагается что-то стоящее. Тем не менее, это письмо по неизвестным даже самим разработчикам причинам заинтересовало их. К письму был прикреплён архив lestplay.rar с девятнадцатью файлами. Его содержимое (отрывки текстов, короткие аудио- и видеозаписи), а также стиль и лексика самого письма были довольно тревожными. Человек просил их закончить начатую игру, используя те материалы из архива, а иначе они разделят судьбу отправителя. Автор оставил большой простор для разработки, но разработчики должны были использовать файлы из архива, а иначе всё будет «напрасно». После этого письма, таинственный заказчик более не давал о себе знать. Не исключено, что эта история является пиар-акцией разработчиков, так как никаких доказательств, будь то сам архив или присланное письмо, так и не было опубликовано.

## Отзывы и критика
| Сводный рейтинг       | Сводный рейтинг |
| Агрегатор             | Оценка          |
| --------------------- | --------------- |
| GameRankings          | 51,00 %         |
| Metacritic            | 58/100          |
| «Критиканство»        | 73/100          |
| Иноязычные издания    |                 |
| Издание               | Оценка          |
| Game Informer         | 5,0/10          |
| GameSpot              | 4,0/10          |
| IGN                   | 6,2/10          |
| Русскоязычные издания |                 |
| Издание               | Оценка          |
| Absolute Games        | 55 %            |
| «IGN Россия»          | 7,0/10          |
| Riot Pixels           | 45/100          |
| StopGame.ru           | Похвально       |
| «Игромания»           | 9,0/10          |

Игра «Тук-тук-тук» получила смешанные оценки игровых ресурсов. Версия игры для Windows получила 51,00 % на сайте GameRankings, основываясь на 5 рецензиях, и 57 баллов из 100 возможных на сайте Metacritic, основываясь на 16 рецензиях.